# Vinica (Macedônia do Norte)
Vinica é uma cidade da República da Macedônia do Norte.

## Etimologia
O nome Vinica se deriva da palavra videira, já que a cidade era famosa pelas suas vinhas. Nos símbolos de terracota encontrados em Viničko Kale, o nome da cidade é conhecido como Vinea ou Vince.

## Visão geral
A cidade está localizada sob a montanha de Plačkovica, na região sudeste do Vale Kočani. Ela abrange a região norte dos sumidouros no rio Bregalnica. Há também vários outros rios que fluem por Vinica, como o Vinička, o Gradečka e o rio Osojnica. A cidade é conhecida pela sua história fortaleza romana, Viničko Kale, situada numa colina com vista para a cidade moderna.